# Atrito pericárdico
Atrito pericárdico é um som cardíaco semelhante a couro que pode ser ouvido durante a auscultação de doentes com pericardite.